# Убсунурская котловина (заповедник)
Госуда́рственный приро́дный биосфе́рный запове́дник «Убсуну́рская котлови́на» — заповедник в Республике Тыва Российской Федерации. Заповедник представляет собой российскую часть трансграничного российско-монгольского объекта всемирного наследия ЮНЕСКО «Убсунурская котловина» (общая площадь — 898 064 га).
Заповедник располагается в Убсунурской котловине около солёного озера Убсу-Нур в Южной Сибири.
Государственный природный заповедник «Убсунурская котловина» создан 24 января 1993 года. В 1997 году заповеднику был присвоен статус биосферного. 
Площадь заповедника — 323 198,4 га. Территория состоит из 9 отдельных участков (кластеров):
- Арысканныг (Тес-Хемский кожуун) — 15000 га (Географические координаты: 50°08' — 50°54' СШ и 94°25' — 94°38' ВД.)
- Кара-Холь (Бай-Тайгинский кожуун) — 122451 га
- Монгун-Тайга (Монгун-Тайгинский кожуун) — 15890 га (Географические координаты: 50°45 — 50°29 СШ, 94°23 — 95°35 ВД.)
- Оруку-Шинаа (Тес-Хемский кожуун) — 28750 га
- Улар (Эрзинский кожуун) — 18000 га (Географические координаты: 50°18' — 50°31' СШ и 92°20' — 95°50' ВД.)
- Убсу-Нур (Овюрский кожуун) — 4490 гa (Географические координаты: 48°15' — 51°09' СШ и 90°40' — 98°50' ВД.)
- Хан-Дээр (Сут-Хольский кожуун) — 112917,4 га (Географические координаты: 51°39' — 52°15' СШ, 90°00' — 92°15' ВД.)
- Цугээр-Элс (Эрзинский кожуун) — 4900 га (Географические координаты: 49°45' — 50°29' СШ и 94°45' — 95°35' ВД.)
- Ямаалыг (Эрзинский кожуун) — 800 га

Климат района континентальный. В годовом ходе самая низкая средняя температура приходится на январь. Самым жарким месяцем является июль. Годовое количество осадков в собственно Убсунурской котловине составляет от 150 мм, в горах значительно выше. Главной уникальной особенностью котловины является наличие почти всех ландшафтов умеренного пояса Земли. Здесь находятся самые северные в Евразии полупустыни (под 50° с. ш.).  Входит в состав  ассоциации заповедников и национальных парков Алтай-Саянского  экорегиона.

## История
Убсунурская котловина была номинирована для включения во второй список всемирного наследия России (первыми явились девственные леса Коми) в 1995 году как один из крупнейших нетронутых водоразделов в Центральной Азии, где находится до 40 000 нераскопанных курганов и других археологических мест известных кочевых племён, таких как скифы, древние тюрки и гунны. Номинация была представлена совместно Республикой Тывой и Монголией, и включала 75 000 км² лесов и степей и связанные с ними культурное и природное наследие.
Заповедник «Убсунурская котловина» был наделён международным статусом биосферного заповедника в 1998 году, как шаг в сторону защиты сибирской сосны и сибирской ели.

## Экология
Расположение заповедника даёт наиболее увлекательную экологическую среду обитания в Центральной Азии из-за смешения сложных экосистем. Площадь заповедника составляет 1 068 853,5 га (10 688,535 км²). Эта местность включает в себя ледники, тайгу, пустыни, альпийскую тундру, альпийские луга, и огромные горные таёжные районы. Есть также лесные степи, безлесные степи, полузасушливые пустыни, и песчаные дюны. Это красивая и потрясающе разнообразная естественная среда обитания, созданная взаимодействием Евро-Сибирского и Центральноазиатско-монгольского растительного и животного мира.

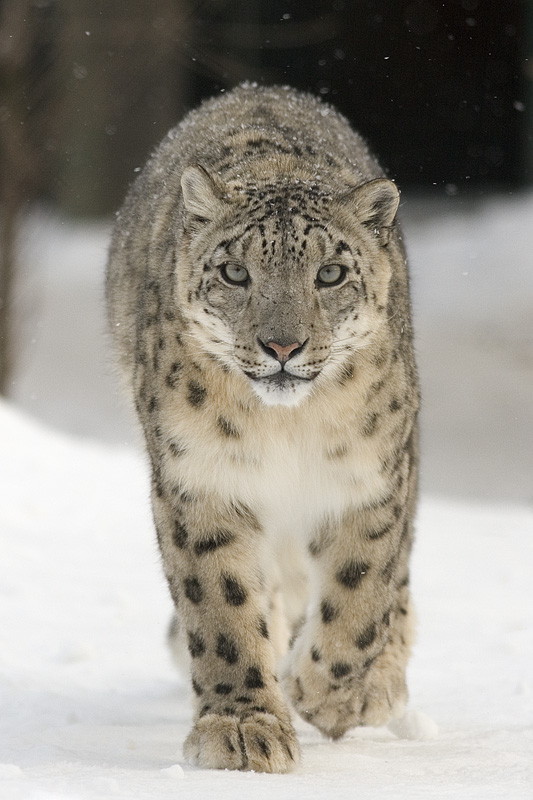
Снежный барс

На территории заповедника зарегистрировано 359 видов птиц. В фауне заповедника насчитывается около 80 видов млекопитающих. Основные виды — это жители гор, тайги и тундры, такие как ирбис, алтайский улар, марал, рысь и росомаха. Степные виды — монгольский жаворонок, журавль-красавка, суслики, дрофа и песчанки. Заповедник является охраняемой территорией, и многие виды, исчезнувшие в иных местах, можно встретить здесь.

## Всемирное наследие
Семь участков (кластеров) заповедника с 2003 года являются частью объекта № 769rev Всемирного наследия ЮНЕСКО «Убсунурская котловина» (Россия—Монголия).

## Топографические карты
- Лист карты M-45-XII Кара-Холь. Масштаб: 1 : 200 000. Указать дату выпуска/состояния местности.